# Masaki Tokudome
Masaki Tokudome, född 14 februari 1971 i Kogoshima, är en japansk tidigare roadracingförare. Han körde 125GP från 1994 till 1998 och 250GP 1999. Han gjorde därefter 2003 och 2005 två inhopp i 250GP när Grand Prix gick i Japan. Tokudome tog sin första Grand Prix-seger i 125-klassen 1995 och ytterligare tre 1996, då han också slutade som tvåa i världsmästerskapet efter sin landsman Haruchika Aoki.